# Tour de Catalogne 1990
Le Tour de Catalogne 1990 est la 70e édition du Tour de Catalogne, une course cycliste par étapes en Espagne. L’épreuve se déroule sur 7 étapes du 7 au 13 septembre 1990 sur un total de 1 059,5 km. Le vainqueur final est l'Espagnol Laudelino Cubino de l’équipe BH-Amaya, devant Marino Lejarreta et Pedro Delgado.

## Étapes
| Étape | Date         | Parcours                     | km    | Vainqueur d’étape     | Leader du classement général |
| ----- | ------------ | ---------------------------- | ----- | --------------------- | ---------------------------- |
| 1     | 7 septembre  | Barcelone – Montjuïc         | 168,1 | Malcolm Elliott (GBR) | Malcolm Elliott (GBR)        |
| 2     | 8 septembre  | Sant Sadurní d'Anoia – Salou | 170,8 | Mathieu Hermans (NED) | Alfonso Gutiérrez (ESP)      |
| 3a    | 9 septembre  | Salou – Tarragone (clm/éq)   | 12,5  | Annulée               | Alfonso Gutiérrez (ESP)      |
| 3b    | 9 septembre  | Tarragone – Lleida           | 110,2 | Malcolm Elliott (GBR) | Alfonso Gutiérrez (ESP)      |
| 4     | 10 septembre | Lleida - Port del Comte      | 158,7 | Jesús Montoya (ESP)   | Laudelino Cubino (ESP)       |
| 5     | 11 septembre | Port del Comte - Manlleu     | 169,6 | Iñaki Gastón (ESP)    | Laudelino Cubino (ESP)       |
| 6     | 12 septembre | Manlleu – Platja d'Aro       | 166,2 | Marco Lietti (ITA)    | Laudelino Cubino (ESP)       |
| 7a    | 13 septembre | Palamós – Palafrugell (clm)  | 29,1  | Erik Breukink (NED)   | Laudelino Cubino (ESP)       |
| 7b    | 13 septembre | Palafrugell – Girona         | 74,3  | Per Pedersen (DEN)    | Laudelino Cubino (ESP)       |

### 1reétape[1]
07-09-1990: Barcelone – Montjuïc, 168,1 km :
|   | Cycliste              | Équipe              | Temps           |
| - | --------------------- | ------------------- | --------------- |
| 1 | Malcolm Elliott (GBR) | Teka                | 4 h 18 min 33 s |
| 2 | Allan Peiper (AUS)    | Panasonic-Sportlife | m.t.            |
| 3 | Casimiro Moreda (ESP) | CLAS-Cajastur       | m.t.            |

|   | Cycliste              | Équipe              | Temps           |
| - | --------------------- | ------------------- | --------------- |
| 1 | Malcolm Elliott (GBR) | Teka                | 4 h 18 min 33 s |
| 2 | Allan Peiper (AUS)    | Panasonic-Sportlife | m.t.            |
| 3 | Casimiro Moreda (ESP) | CLAS-Cajastur       | m.t.            |

### 2eétape[2]
08-09-1990: Sant Sadurní d'Anoia – Salou, 170,8 km :
|   | Cycliste              | Équipe              | Temps           |
| - | --------------------- | ------------------- | --------------- |
| 1 | Mathieu Hermans (NED) | Seur                | 3 h 47 min 47 s |
| 2 | Guido Bontempi (ITA)  | Carrera             | m. t.           |
| 3 | Eddy Planckaert (BEL) | Panasonic-Sportlife | m. t.           |

|   | Cycliste                  | Équipe           | Temps           |
| - | ------------------------- | ---------------- | --------------- |
| 1 | Alfonso Gutiérrez (ESP)   | BH-Amaya Seguros | 8 h 06 min 20 s |
| 2 | José Luis Rodríguez (ESP) | Seur             | m.t.            |
| 3 | Casimiro Moreda (ESP)     | CLAS-Cajastur    | m.t.            |

### 3eétape A[3]
09-09-1990: Salou – Tarragone, 110,2 km (clm/éq):
Étape annulée

### 3eétape B[3]
09-09-1990: Tarragone – Lleida, 110,2 km :
|   | Cycliste                | Équipe           | Temps           |
| - | ----------------------- | ---------------- | --------------- |
| 1 | Malcolm Elliott (GBR)   | Teka             | 4 h 40 min 44 s |
| 2 | Casimiro Moreda (ESP)   | CLAS-Cajastur    | m.t.            |
| 3 | Alfonso Gutiérrez (ESP) | BH-Amaya Seguros | m.t.            |

|   | Cycliste                  | Équipe           | Temps            |
| - | ------------------------- | ---------------- | ---------------- |
| 1 | Alfonso Gutiérrez (ESP)   | BH-Amaya Seguros | 10 h 47 min 04 s |
| 2 | Casimiro Moreda (ESP)     | CLAS-Cajastur    | m.t.             |
| 3 | José Luis Rodríguez (ESP) | Seur             | m.t.             |

### 4eétape[4]
10-09-1990: Lleida - Port del Comte, 158,7 km :
|   | Cycliste               | Équipe   | Temps           |
| - | ---------------------- | -------- | --------------- |
| 1 | Jesús Montoya (ESP)    | BH-Amaya | 4 h 05 min 30 s |
| 2 | Laudelino Cubino (ESP) | BH-Amaya | m. t.           |
| 3 | Pedro Delgado (ESP)    | Banesto  | + 6 s           |

|   | Cycliste               | Équipe        | Temps            |
| - | ---------------------- | ------------- | ---------------- |
| 1 | Laudelino Cubino (ESP) | BH-Amaya      | 15 h 19 min 04 s |
| 2 | Marino Lejarreta (ESP) | ONCE          | + 26 s           |
| 3 | Iñaki Gastón (ESP)     | CLAS-Cajastur | m.t.             |

### 5eétape[5]
11-09-1990: Port del Comte - Manlleu, 169,6 km :
|   | Cycliste               | Équipe        | Temps           |
| - | ---------------------- | ------------- | --------------- |
| 1 | Iñaki Gastón (ESP)     | CLAS-Cajastur | 4 h 15 min 02 s |
| 2 | Marino Lejarreta (ESP) | ONCE          | m.t.            |
| 3 | Laudelino Cubino (ESP) | BH-Amaya      | m.t.            |

|   | Cycliste               | Équipe        | Temps            |
| - | ---------------------- | ------------- | ---------------- |
| 1 | Laudelino Cubino (ESP) | BH-Amaya      | 19 h 34 min 06 s |
| 2 | Marino Lejarreta (ESP) | ONCE          | + 26 s           |
| 3 | Iñaki Gastón (ESP)     | CLAS-Cajastur | m.t.             |

### 6eétape[6]
12-09-1990: Manlleu – Platja d'Aro, 166,2 km :
|   | Cycliste                     | Équipe   | Temps           |
| - | ---------------------------- | -------- | --------------- |
| 1 | Marco Lietti (ITA)           | Ariostea | 4 h 01 min 24 s |
| 2 | Melcior Mauri (ESP)          | ONCE     | m.t.            |
| 3 | Alberto Leanizbarrutia (ESP) | Teka     | m.t.            |

|   | Cycliste               | Équipe        | Temps            |
| - | ---------------------- | ------------- | ---------------- |
| 1 | Laudelino Cubino (ESP) | BH-Amaya      | 23 h 36 min 54 s |
| 2 | Marino Lejarreta (ESP) | ONCE          | + 26 s           |
| 3 | Iñaki Gastón (ESP)     | CLAS-Cajastur | m.t.             |

### 7eétape A[7]
13-09-1990: Palamós – Palafrugell, 29,1 km (clm):
| Résultat de la 7e étape A \| \| Cycliste \| Équipe \| Temps \| \| - \| ---------------------- \| ------------- \| ----------- \| \| 1 \| Erik Breukink (NED) \| Carrera \| 37 min 12 s \| \| 2 \| Marino Lejarreta (ESP) \| ONCE \| + 12 s \| \| 3 \| Federico Echave (ESP) \| CLAS-Cajastur \| + 14 s \| |                        |               |             |
| | Cycliste               | Équipe        | Temps       |
| 1 | Erik Breukink (NED)    | Carrera       | 37 min 12 s |
| 2 | Marino Lejarreta (ESP) | ONCE          | + 12 s      |
| 3 | Federico Echave (ESP)  | CLAS-Cajastur | + 14 s      |

### 7eétape B[7]
13-09-1990: Palafrugell – Girona, 74,3 km :
|   | Cycliste                  | Équipe          | Temps           |
| - | ------------------------- | --------------- | --------------- |
| 1 | Per Pedersen (DEN)        | RMO             | 1 h 48 min 20 s |
| 2 | Jos van Aert (NED)        | PDM             | + 4 s           |
| 3 | Antonio Miguel Díaz (ESP) | Kelme-Ibexpress | + 9 s           |

|   | Cycliste               | Équipe   | Temps            |
| - | ---------------------- | -------- | ---------------- |
| 1 | Laudelino Cubino (ESP) | BH-Amaya | 26 h 08 min 31 s |
| 2 | Marino Lejarreta (ESP) | ONCE     | + 4 s            |
| 3 | Pedro Delgado (ESP)    | Banesto  | + 26 s           |

## Classement général
|    | Cycliste                    | Équipe           | Temps            |
| -- | --------------------------- | ---------------- | ---------------- |
| 1  | Laudelino Cubino (ESP)      | BH-Amaya         | 26 h 08 min 31 s |
| 2  | Marino Lejarreta (ESP)      | ONCE             | + 4 s            |
| 3  | Pedro Delgado (ESP)         | Banesto          | + 26 s           |
| 4  | Iñaki Gastón (ESP)          | CLAS-Cajastur    | + 37 s           |
| 5  | Federico Echave (ESP)       | CLAS-Cajastur    | + 1 min 36 s     |
| 6  | Enrique Aja (ESP)           | Teka             | + 2 min 18 s     |
| 7  | Óscar de Jesús Vargas (COL) | Postobón         | + 2 min 30 s     |
| 8  | Jesús Montoya (ESP)         | BH-Amaya         | + 3 min 07 s     |
| 9  | Sean Kelly (IRL)            | PDM              | + 3 min 32 s     |
| 10 | Edgar Corredor (COL)        | Café de Colombia | + 5 min 00 s     |

## Classements annexes
|   | Cycliste                  | Équipe   | Points    |
| - | ------------------------- | -------- | --------- |
| 1 | Thierry Claveyrolat (FRA) | RMO      | 32 Points |
| 2 | Pedro Delgado (ESP)       | Banesto  | 28 Points |
| 3 | Laudelino Cubino (ESP)    | BH-Amaya | 25 Points |

|   | Cycliste                    | Équipe         | Points    |
| - | --------------------------- | -------------- | --------- |
| 1 | Miguel Àngel Iglesias (ESP) | Puertas Mavisa | 14 Points |
| 2 | Marco Lietti (ITA)          | Ariostea       | 9 Points  |
| 3 | Dante Rezze (FRA)           | RMO            | 6 Points  |

|   | Cycliste               | Équipe        | Points    |
| - | ---------------------- | ------------- | --------- |
| 1 | Marino Lejarreta (ESP) | ONCE          | 67 Points |
| 2 | Malcolm Elliott (GBR)  | Teka          | 62 Points |
| 3 | Iñaki Gastón (ESP)     | CLAS-Cajastur | 53 Points |

|   | Équipe   | Pays     | Temps            |
| - | -------- | -------- | ---------------- |
| 1 | BH-Amaya | Espagne  | 78 h 39 min 49 s |
| 2 | Postobón | Colombie | + 1 min 34 s     |
| 3 | ONCE     | Espagne  | + 2 min 48 s     |